# Charles Catterall
Charles Catterall est un boxeur sud-africain né le 16 octobre 1914 à Salisbury (actuelle Harare) en Rhodésie du Sud (Actuel Zimbabwe) et mort le 1er novembre 1966.

## Biographie
Il est médaillé d'or aux Jeux de l'Empire britannique à Londres en 1934 et médaillé d'argent olympique des poids plumes aux Jeux de Berlin en 1936, battu en finale par l'argentin Oscar Casanovas.